# Лён, И Кристи
И Кри́сти Лён? (англ. Yi Christy Leung, также Christy Leung-yi, иер. 梁懿, кант.-рус. Лён И, кит.-рус. Лян И; род. 12 декабря 2002, Гонконг) — гонконгская фигуристка, выступающая в одиночном катании. Чемпионка Китая (2019), участница чемпионата мира (2019).
Лён — первая представительница Гонконга, которая победила на китайском национальном первенстве.

## Карьера
И Кристи Лён родилась 12 декабря 2002 года в Гонконге. Встала на коньки в возрасте шести лет. В свободное время предпочитает просмотр фильмов, прослушивание музыки и фотографирование.
Начиная с 2017 года тренируется в США в группе Тэмми Гэмбилл. Постановщиком её программ является известный хореограф Ше-Линн Бурн, которая сотрудничала, в том числе, с Юдзуру Ханю и Нейтаном Ченом. Ранее тренировалась в Пекине, где одним из её тренеров был Ван И.
Три раза подряд, с 2015 по 2017 год, становилась триумфатором чемпионата Гонконга среди юниоров. В марте 2017 года, расположившись на девятом месте юниорского первенства мира, завоевала для Гонконга вторую квоту в женском одиночном катании на чемпионат в Софии. На турнире в столице Болгарии Лён показала одиннадцатый результат.
В начале сезона 2018/2019 фигуристка дебютировала на взрослом международном уровне. Соревнования в рамках «Челленджера» Asian Trophy завершила на четвёртой позиции, через месяц в США вновь финишировала рядом с пьедесталом. В декабре 2018 года она завоевала «золото» чемпионата Китая. В короткой программе Лён получила самый высокий балл за компоненты, но уступила технической оценкой Ань Сянъи, которая являлась промежуточным лидером с отрывом 0,99 балла. Но выиграв произвольную с преимуществом более десяти баллов, Лён обеспечила себе победу на турнире, став первой представительницей Гонконга, кому удалось победить на китайском национальном первенстве. Закончила сезон выступлениями на чемпионате четырёх континентов и чемпионате мира.
В следующем сезоне впервые приняла участие в серии Гран-при. За неделю до Skate America 2019 с турнира по причине травмы снялась Элизабет Турсынбаева, которую заменила Лён. По сумме двух программ Кристи стала девятой. На втором этапе заняла восьмую строчку итогового протокола.

## Спортивные достижения
| Соревнования                         | 14/15         | 15/16         | 16/17         | 17/18         | 18/19         | 19/20         |
| Международные                        | Международные | Международные | Международные | Международные | Международные | Международные |
| ------------------------------------ | ------------- | ------------- | ------------- | ------------- | ------------- | ------------- |
| Чемпионаты мира                      |               |               |               |               | 14            |               |
| Чемпионаты четырёх континентов       |               |               |               |               | 12            |               |
| Этапы Гран-при: Skate America        |               |               |               |               |               | 9             |
| Этапы Гран-при: Cup of China         |               |               |               |               |               | 8             |
| Челленджеры. Asian Open              |               |               |               |               | 4             | 5             |
| Челленджеры. Tallinn Trophy          |               |               |               |               | 6             |               |
| Челленджеры. U.S. Classic            |               |               |               |               | 4             |               |
| Shanghai Trophy                      |               |               |               |               |               | 4             |
| Международные среди юниоров          |               |               |               |               |               |               |
| Чемпионаты мира среди юниоров        |               |               | 9             | 11            | 21            |               |
| Этапы юниорского Гран-при: Австралия |               |               |               | 14            |               |               |
| Этапы юниорского Гран-при: Германия  |               |               | 10            |               |               |               |
| Этапы юниорского Гран-при: Словакия  |               |               |               |               | 4             |               |
| Этапы юниорского Гран-при: Словения  |               |               |               |               | 7             |               |
| Asian Open                           |               |               | 5             | 6             |               |               |
| Кубок Ниццы                          |               |               | 2             |               |               |               |
| Национальные                         |               |               |               |               |               |               |
| Чемпионаты Китая                     | 6             | 4             |               |               | 1             |               |
| Чемпионаты Гонконга среди юниоров    | 1             | 1             | 1             |               |               |               |